# Сухобор'є
Сухобор'є (рос. Сухоборье) — селище у Грязінському районі Липецької області Російської Федерації.
Населення становить 232  особи. Належить до муніципального утворення Карамишевська сільрада.

## Історія
З 13 червня 1934 до 6 січня 1954 року у складі Воронезької області. Відтак входить до складу Липецької області.
Згідно із законом від 23 вересня 2004 року № 126-ОЗ органом місцевого самоврядування є Карамишевська сільрада.

## Населення
| 2009 | 2010 | 2013 |
| ---- | ---- | ---- |
| 198  | ↗219 | ↗232 |